# Ousmane N'Doye
Ousmane N'Doye (n. 21 martie 1978, Thiès, Senegal) a fost un  jucător senegalez de fotbal. El este fratele mai mare al lui Dame N'Doye, jucător la FC Copenhaga.

## Carieră

### FC Vaslui
După mulți ani petrecuți în Portugalia și Arabia Saudită, Ousmane N'Doye s-a transferat în România, semnând un contract pe doi ani cu FC Vaslui.

### Dinamo București
În ianuarie 2009 a fost cumpărat de către FC Dinamo București pentru o sumă necunoscută de la FC Vaslui. A semnat un contract pentru un an și jumătate. La Dinamo, el a jucat 52 de meciuri și a marcat zece goluri.

### Astra Giurgiu
În decembrie 2010 acesta a semnat un contract pe doi ani și jumătate cu FC Astra Giurgiu.

### Întoarcerea la FC Vaslui
În ianuarie 2012 s-a transferat înapoi la FC Vaslui ca jucător liber de contract. El i-a ajutat pe vasluieni să obțină locul secund în Liga I la sfârșitul sezonului 2011-2012. De asemenea, el a marcat golul victorie în sferturile de Cupa României în meciul împotriva echipei FC Oțelul Galați, meci terminat 3-2. După ce Wesley a părăsit FC Vaslui pentru Al Hilal, N'Doye a fost numit noul căpitan al echipei.

### CNS Cetate Deva
În luna noiembrie 2016 , Ousmane N'Doye a semnat cu formația CNS Cetate Deva.
După ce Viorel Tănase a decis să părăsească echipa,acesta a fost numit antrenor interimar la echipa unde evoluează,CNS Cetate.